# Dorian Bindels
Dorian Bindels (Rotterdam, 1 maart 1992) is een Nederlands acteur. Hij speelde in diverse musicals, films en series, waaronder Soldaat van Oranje, F*ck de Liefde 2 en Goede tijden, slechte tijden.

## Levensloop
Op jonge leeftijd begon Bindels met acteerlessen aan Hofplein Rotterdam. Na de middelbare school studeerde hij aan Toneelschool Amsterdam, waar hij in 2014 zijn diploma behaalde.
Tijdens zijn studie speelde Bindels in het kader van 'Theater Na de Dam' de voorstelling Talloze namen, op het IT's Festival het stuk Schuinsmarcheerders, in het DeLaMar Theater in de voorstelling De tijd voorbij, in Oresteia van het NNT, bij TG Nachtgasten en stond hij met zijn eigen gezelschap op theaterfestival De Parade in de voorstelling Gentle Men.
Direct na zijn opleiding auditeerde Bindels voor de rol van Erik Hazelhoff Roelfzema in de musical Soldaat van Oranje, waarna hij deze rol tot begin 2017 zou spelen. In 2017 keerde hij terug naar De Parade voor de muziektheatervoorstelling Koning van Katoren van De Nachtdieren. Hierna speelde Bindels nog in het DeLaMar Theater in Geen paniek, een komedie over een klucht, en in de musical Soof.
Verder was Bindels te zien in Flikken Maastricht, Het Klokhuis, SpangaS, Woezel & Pip overal vriendjes, CMC, De Spa en de internetserie ANNE+. Verder speelde hij in de Videolandserie Nieuwe Tijden. Van 3 september 2018 tot en met 27 december 2022 was Bindels te zien in de RTL 4-soap Goede tijden, slechte tijden in de rol van Daan Stern. Dit is niet de eerste keer dat Bindels te zien was in de soap: in 2011 speelde hij al een kleine gastrol als scholier Tim.
In 2025 speelde Bindels de hoofdrol van Jezus in het jaarlijkse muziekspektakel The Passion dat live bij de publieke omroep wordt uitgezonden. Hij kreeg veel waardering voor zijn spel en zang.

## Privé
In februari 2020 maakte Bindels bekend een relatie te hebben met actrice Bertrie Wierenga, die hij op de set van Goede tijden, slechte tijden leerde kennen. Het stel is verloofd en werd in het begin van november 2024 ouders van een dochter.

## Carrière

### Film
- 2011: Skins in de polder, als Rick
- 2022: F*ck de Liefde 2, als Noah
- 2024: De mooiste dag, als Robert

### Televisie
- 2011: Goede tijden, slechte tijden, als scholier Tim
- 2011: SpangaS, als Jelle
- 2014: Het Klokhuis
- 2017: Centraal Medisch Centrum, als Dhr. Craai
- 2018: Flikken Maastricht, als Baer van Houweninge
- 2018: Nieuwe Tijden, als Jan Jaap de Vries, alias Jeroen Schols
- 2018-2022: Goede tijden, slechte tijden, als Daan Stern
- 2018: ANNE+, als Daniël
- 2018: Ik weet wie je bent, als Ricky
- 2020: Hoogvliegers, als Maarten Walema
- 2024: Single Bells, als Giel
- 2025: The Passion, als Jezus

### Toneel
- Talloze namen... (Theater Na de Dam)
- De tijd voorbij (DeLaMar Theater), als Jasper
- Oresteia (Noord Nederlands Toneel)
- Schuinsmarcheerders (ITs Festival), als Ambros
- Gentle Men  (2015 - Theaterfestival De Parade)
- Koning van Katoren  (2017, Theaterfestival De Parade), als Stach

### Musicals
- 2014-2016: Soldaat van Oranje, als Erik Hazelhoff Roelfzema
- 2017: Soof (proefvoorstellingen), als Jim Cole
- 2024-heden: '40-'45, als Dirk Zegers

### Nasynchronisatie
- 2018: De Drakenprins, als Callum
- 2018: Ik ben Frankie, als Cole
- 2021: Don't Look Up, als Marshall Mindy
- 2021: Terug naar de outback, als Doug